# Équipe de Mauritanie de football à la Coupe d'Afrique des nations 2023
L’équipe de Mauritanie de football participe à la Coupe d'Afrique des nations 2023 organisée en Côte d'Ivoire du 13 janvier au 11 février 2024. Il s'agit de la troisième participation des Mourabitounes, emmenés par Amir Abdou. Ils sont éliminés en huitième de finale par le Cap-Vert (1-0).

## Qualifications
La Mauritanie est placée dans le groupe I des qualifications qui se déroulent de juin 2022 à septembre 2023. Les Mourabitounes se qualifient à la dernière journée.
| Rang | Équipe     | Pts | J | G | N | P | Bp | Bc | Diff |  | Résultats (▼ dom., ► ext.) |     |     |     |     |
| ---- | ---------- | --- | - | - | - | - | -- | -- | ---- |  | -------------------------- | --- | --- | --- | --- |
| 1    | RD Congo   | 12  | 6 | 4 | 0 | 2 | 11 | 4  | +7   |  | RD Congo                   |     | 3-1 | 0-1 | 2-0 |
| 2    | Mauritanie | 10  | 6 | 3 | 1 | 2 | 9  | 7  | +2   |  | Mauritanie                 | 0-3 |     | 2-1 | 3-0 |
| 3    | Gabon      | 7   | 6 | 2 | 1 | 3 | 3  | 5  | -2   |  | Gabon                      | 0-2 | 0-0 |     | 1-0 |
| 4    | Soudan     | 6   | 6 | 2 | 0 | 4 | 3  | 10 | -7   |  | Soudan                     | 2-1 | 0-3 | 1-0 |     |

### Résultats
| 1re journée             | Mauritanie                          | 3 - 0   | Soudan      |                                                                       |                                                                       |
| 4 juin 2022 19:00 UTC±0 | Kamara 27e (pen.) 30e · Mahmoud 77e | (2 - 0) |             | Stade olympique de Nouakchott, Nouakchott Arbitrage : Fabricio Duarte | Stade olympique de Nouakchott, Nouakchott Arbitrage : Fabricio Duarte |
| 4 juin 2022 19:00 UTC±0 | Mahmoud 41e                         |         | 35e Abdalla | Stade olympique de Nouakchott, Nouakchott Arbitrage : Fabricio Duarte | Stade olympique de Nouakchott, Nouakchott Arbitrage : Fabricio Duarte |

| 2e journée              | Gabon                | 0 - 0   | Mauritanie                                         |                                                               |                                                               |
| 8 juin 2022 17:00 UTC+1 |                      | (0 - 0) |                                                    | Stade de Franceville, Franceville Arbitrage : Messie Nkounkou | Stade de Franceville, Franceville Arbitrage : Messie Nkounkou |
| 8 juin 2022 17:00 UTC+1 | Kanga 8e · Palun 60e |         | 60e Mouhsine (en) · 73e Niasse · 81e Ba · 90+1e Ba | Stade de Franceville, Franceville Arbitrage : Messie Nkounkou | Stade de Franceville, Franceville Arbitrage : Messie Nkounkou |

| 3e journée               | RD Congo                               | 3 - 1   | Mauritanie |                                                                  |                                                                  |
| 24 mars 2023 15:00 UTC+2 | Kakuta 37e · Bakambu 42e · Masuaku 67e | (2 - 0) | 55e Abeid  | Stade Tout Puissant Mazembe, Lubumbashi Arbitrage : Abongile Tom | Stade Tout Puissant Mazembe, Lubumbashi Arbitrage : Abongile Tom |
| 24 mars 2023 15:00 UTC+2 | Tshibola 63e                           |         | 22e Thiam  | Stade Tout Puissant Mazembe, Lubumbashi Arbitrage : Abongile Tom | Stade Tout Puissant Mazembe, Lubumbashi Arbitrage : Abongile Tom |

| 4e journée               | Mauritanie                                     | 0 - 3 tapis vert | RD Congo                                                  |                                                                |                                                                |
| 28 mars 2023 22:00 UTC±0 | Soueid 67e                                     | (0 - 1)          | 9e Bakambu                                                | Stade Cheikha Ould Boïdiya, Nouakchott Arbitrage : Sadok Selmi | Stade Cheikha Ould Boïdiya, Nouakchott Arbitrage : Sadok Selmi |
| 28 mars 2023 22:00 UTC±0 | Niasse 9e · Camara 60e · Abeid 75e · Hacen 82e |                  | 5e Amale · 47e Bokadi · 51e, 59e Bakambu · 87e Kiassumbua | Stade Cheikha Ould Boïdiya, Nouakchott Arbitrage : Sadok Selmi | Stade Cheikha Ould Boïdiya, Nouakchott Arbitrage : Sadok Selmi |

| 5e journée               | Soudan      | 0 - 3   | Mauritanie                           |                                               |                                               |
| 20 juin 2023 19:00 UTC+2 |             | (0 - 1) | 26e El Abd · 49e Houbeib · 55e Tanjy | Stade Adrar, Agadir Arbitrage : Ibrahim Mutaz | Stade Adrar, Agadir Arbitrage : Ibrahim Mutaz |
| 20 juin 2023 19:00 UTC+2 | Abdalla 35e |         | 41e Mahmoud                          | Stade Adrar, Agadir Arbitrage : Ibrahim Mutaz | Stade Adrar, Agadir Arbitrage : Ibrahim Mutaz |

| 6e journée                   | Mauritanie             | 2 - 1   | Gabon       |                                                                     |                                                                     |
| 9 septembre 2023 16:00 UTC±0 | Tanjy 30e · Kamara 42e | (2 - 0) | 90+1e Ndong | Stade Cheikha Ould Boïdiya, Nouakchott Arbitrage : Mustapha Ghorbal | Stade Cheikha Ould Boïdiya, Nouakchott Arbitrage : Mustapha Ghorbal |

### Statistiques

#### Buteurs
| Buts | Joueurs                                                                            |
| ---- | ---------------------------------------------------------------------------------- |
| 3    | Aboubakar Kamara                                                                   |
| 2    | Hemeya Tanjy                                                                       |
| 1    | Aly Abeid, Nouh Mohamed El Abd, Hassan Houbeib, Abdallahi Mahmoud, Mouhamed Soueid |

## Compétition

### Tirage au sort
Le tirage au sort de la CAN 2023 est effectué le 12 octobre 2023 au Parc des expositions d’Abidjan. La Mauritanie, 18e nation africaine au classement FIFA (99e), est placée dans le chapeau 3. Le tirage place les Mourabitounes dans le groupe D, avec l'Algérie (chapeau 1, 34e au classement FIFA), le Burkina Faso (chapeau 2, 58e) et la Angola (chapeau 4, 117e).

### Premier tour
La Mauritanie s'incline lors de son premier match, sur un penalty en toute fin de match (1-0).
| Rang | Équipe       | Pts | J | G | N | P | Bp | Bc | Diff |
| ---- | ------------ | --- | - | - | - | - | -- | -- | ---- |
| 1    | Angola       | 7   | 3 | 2 | 1 | 0 | 6  | 3  | +3   |
| 2    | Burkina Faso | 4   | 3 | 1 | 1 | 1 | 3  | 4  | -1   |
| 3    | Mauritanie   | 3   | 3 | 1 | 0 | 2 | 3  | 4  | -1   |
| 4    | Algérie      | 2   | 3 | 0 | 2 | 1 | 3  | 4  | -1   |

| 1re journée           | Mauritanie                    | 0 - 1   | Burkina Faso                         | Stade de Bouaké, Bouaké                      |                                              |
| 16 janvier 2024 14h00 |                               | (0 - 0) | 90+6e (pen.) B. Traoré               | Spectateurs : 27 898 Arbitrage : Jalal Jayed | Spectateurs : 27 898 Arbitrage : Jalal Jayed |
| 16 janvier 2024 14h00 | NM El Abd 90+4e · Abeid 90+9e |         | 45e Konaté · 47e Touré · 76e Tapsoba | Spectateurs : 27 898 Arbitrage : Jalal Jayed | Spectateurs : 27 898 Arbitrage : Jalal Jayed |

| 2e journée            | Angola                      | 3 - 2   | Mauritanie              | Stade de Bouaké, Bouaké                          |                                                  |
| 20 janvier 2024 17h00 | Dala 30e 50e · Gilberto 53e | (1 - 1) | 43e Amar · 58e Koita    | Spectateurs : 36 318 Arbitrage : Mohamed Maarouf | Spectateurs : 36 318 Arbitrage : Mohamed Maarouf |
| 20 janvier 2024 17h00 | Fortuna 90+6e               | Rapport | 24e Keita · 85e Gassama | Spectateurs : 36 318 Arbitrage : Mohamed Maarouf | Spectateurs : 36 318 Arbitrage : Mohamed Maarouf |

| 3e journée            | Algérie                                  | 0 - 1   | Mauritanie                          | Stade de Bouaké, Bouaké                                |                                                        |
| 23 janvier 2024 20h00 |                                          | (0 - 1) | 37e Dellahi Yali                    | Spectateurs : 28 010 Arbitrage : Omar Abdulkadir Artan | Spectateurs : 28 010 Arbitrage : Omar Abdulkadir Artan |
| 23 janvier 2024 20h00 | Amoura 45+4e · Slimani 76e · Belaïli 84e | Rapport | 21e Bodda · 45+4e L. Ba · 53e Koita | Spectateurs : 28 010 Arbitrage : Omar Abdulkadir Artan | Spectateurs : 28 010 Arbitrage : Omar Abdulkadir Artan |

### Phase à élimination directe
| Huitième de finale    | Cap-Vert          | 1 - 0   | Mauritanie | Stade Félix-Houphouët-Boigny, Abidjan |                          |
| 29 janvier 2024 17h00 | Mendes 88e (pen.) | (0 - 0) |            | Arbitrage : Mohamed Adel              | Arbitrage : Mohamed Adel |
| 29 janvier 2024 17h00 | Pina 11e          | Rapport | 87e Niasse | Arbitrage : Mohamed Adel              | Arbitrage : Mohamed Adel |

### Statistiques

#### Buteurs
| Buts | Joueurs              | Adversaires |
| ---- | -------------------- | ----------- |
| 1    | Sidi Bouna Amar      | Angola (1)  |
| 1    | Aboubakary Koita     | Angola (1)  |
| 1    | Mohamed Dellahi Yali | Algérie (1) |